# Ван дер Гарде, Гидо
Гидо ван дер Га́рде (нидерл. Giedo van der Garde; родился 25 апреля 1985 года в Ренене, Нидерланды) — нидерландский автогонщик, победитель чемпионата Формулы-Рено 3.5 (2008). В 2013 году выступал в Формуле-1.

## Общая информация
Гидо женат на дочери нидерландского миллиардера Марселя Букхорна Дениз. Принадлежащая ему компания по производству одежды McGregor является одним из спонсоров ван дер Гарде.
В 2004 году Гидо входил в молодёжную программу концерна Renault, но особых выгод из недолгого сотрудничества не извлёк.

## Спортивная карьера
Как и многие пилоты того времени ван дер Гарде начал свою гоночную карьеру с картинга, где выступал с 1997 по 2002 год и успел выиграть звание чемпиона мира в классе Формула Супер А. Успехи молодого пилота были замечены на родине и в 2003 году Гидо получил возможность перейти в гонки формульных серий, подписав контракт с командой van Amersfoort Racing. Вместе с ними он участвует в национальном чемпионате Формулы-Рено 2000, а также в стартах кубка Европы на аналогичной технике. Год прошёл без особого блеска, но четвёртое место в чемпионате Нидерландов в сочетании с шестым местом в Европе позволило ван дер Гарде подписать контракт со спортивным отделением компании Renault, взявшейся некоторое время помогать его карьере (кроме него французы поддерживали в то время ещё Жерома д’Амброзио, Лукаса ди Грасси и Хейкки Ковалайнена).
Контакты с французами позволили уже в 2005 году перейти в евросерию Формулы-3, где подписывается контракт с Signature Team. Первый сезон приносит несколько подиумных финишей и девятое место в личном зачёте. В следующие два сезона нидерландец попробовал себя в составе ещё двух команд, но проведя в гонках на подобной технике более шести десятков стартов смог одержать лишь одну победу (выступая за ASM он победил в короткой гонке на Норисринге в 2006 году). При этом в последнем сезоне Гидо показывал вполне неплохую скорость, но в последний момент его всё время что-то подводило: например на домашнем F3 Masters того года он был быстрейшим на одном круге как в квалификации, так и в гонке, но по итогам заезда показал лишь второе время, уступив Полу ди Ресте. Где-то машина отказывала уже на круге прогрева гонки, которую он должен был начинать с поула. Нидерландец выпал к тому моменту из молодёжной программы Renault, но попал в аналогичный проект McLaren. Зимой 2006/2007 годов менеджмент пытался пристроить Гидо на официальную работу пилота-испытателя в одну из команд Формулы-1, в итоге он подписал контракт со Spyker F1.
Сотрудничество с коллективом чемпионата мира, однако, позволило ему в следующие два сезона провести два полноценных года в Формуле-Рено 3.5, где в первый год он привыкает к новой технике и стабильно финиширует в очковой зоне, а во второй — одерживает пять побед и с преимуществом в 31 очко становится обладателем личного титула. Новые попытки заполучить себе место боевого пилота в Формуле-1 вновь не приносят плодов.
В следующие три сезона ван дер Гарде участвует в чемпионатах GP2, проведя за это время в ней более девяти десятков стартов и одержав в них лишь три победы. Гидо стабильно держится в группе лидеров пелотона по скорости, но до подиума личного зачёта по итогам сезона добирается только один раз: в урезанном из-за волнений в Бахрейне азиатском чемпионате-2011. В 2012 году нидерландец наконец находит путь в чемпионат мира: он подписывает контракт с Caterham Racing, выступая за них сначала в GP2, а с 2013 года став и одним из их боевых пилотов в Формуле-1. Бюджет команды в чемпионате мира не позволял строить быстрый болид и нидерландец и его партнёр по команде Шарль Пик с первых этапов сезона обосновались в самом конце пелотона. Промучавшись год, ван дер Гарде покинул британо-малайзийскую команду, перейдя в Sauber, где после года тестовой работы должен был получить возможность стать основным пилотом в сезоне-2015, но, в итоге, в Хинвиле предпочли других пилотов, а Гидо, после судебных разбирательств, была выплачена финансовая компенсация за разрыв контракта.

## Статистика результатов в моторных видах спорта

### Сводная таблица
| 2003      | Нидерландская Формула-Рено 2000        | Van Amersfoort Racing     | н/д        | н/д        | н/д        | н/д        | н/д        | 69         | 4          |
| 2003      | Formula Renault 2000 Masters           | Van Amersfoort Racing     | 6          | 0          | 2          | 0          | 3          | 72         | 6          |
| 2003      | Zandvoort Formula Renault 2000 Masters | Van Amersfoort Racing     | н/д        | н/д        | н/д        | н/д        | н/д        | н/д        | 2          |
| 2004      | Евросерия Формулы-3                    | Opel Team Signature-Plus  | 20         | 0          | 0          | 0          | 2          | 37         | 9          |
| 2004      | F3 Masters                             | Opel Team Signature-Plus  | 1          | 0          | 0          | 0          | 0          | —          | 13         |
| 2004      | Суперприз Бахрейна Ф3                  | Opel Team Signature-Plus  | 1          | 0          | 0          | 0          | 0          | —          | 15         |
| 2004      | Гран-при Макао Ф3                      | Opel Team Signature-Plus  | 1          | 0          | 0          | 0          | 0          | —          | 15         |
| 2005      | Евросерия Формулы-3                    | Team Rosberg              | 20         | 0          | 1          | 1          | 2          | 34         | 9          |
| 2005      | F3 Masters                             | Team Rosberg              | 1          | 0          | 0          | 0          | 0          | —          | 6          |
| 2006      | Евросерия Формулы-3                    | ASM Formule 3             | 20         | 1          | 2          | 0          | 4          | 37         | 6          |
| 2006      | F3 Masters                             | ASM Formule 3             | 1          | 0          | 1          | 1          | 1          | —          | 2          |
| 2007      | Формула-Рено 3.5                       | Victory Engineering       | 17         | 0          | 0          | 0          | 0          | 67         | 6          |
| 2007      | Формула-1                              | Spyker F1                 | тест-пилот | тест-пилот | тест-пилот | тест-пилот | тест-пилот | тест-пилот | тест-пилот |
| 2008      | Формула-Рено 3.5                       | P1 Motorsport             | 15         | 5          | 2          | 3          | 8          | 137        | 1          |
| 2008      | Формула-1                              | Force India               | тест-пилот | тест-пилот | тест-пилот | тест-пилот | тест-пилот | тест-пилот | тест-пилот |
| 2008-09   | GP2 Asia                               | GFH Team iSport           | 10         | 1          | 0          | 0          | 0          | 11         | 12         |
| 2009      | GP2                                    | iSport International      | 20         | 3          | 0          | 0          | 3          | 34         | 7          |
| 2009-10   | GP2 Asia                               | Barwa Addax Team          | 2          | 0          | 0          | 0          | 0          | 0          | 34         |
| 2010      | GP2                                    | Barwa Addax Team          | 20         | 0          | 0          | 0          | 4          | 39         | 7          |
| 2011      | GP2 Asia                               | Barwa Addax Team          | 4          | 0          | 0          | 0          | 2          | 16         | 3          |
| 2011      | GP2                                    | Barwa Addax Team          | 18         | 0          | 1          | 1          | 5          | 49         | 5          |
| 2012      | GP2                                    | Caterham Racing           | 24         | 2          | 2          | 2          | 6          | 160        | 6          |
| 2012      | Формула-1                              | Caterham F1 Team          | тест-пилот | тест-пилот | тест-пилот | тест-пилот | тест-пилот | тест-пилот | тест-пилот |
| 2013      | Формула-1                              | Caterham F1 Team          | 19         | 0          | 0          | 0          | 0          | 0          | 22         |
| 2014      | Формула-1                              | Sauber F1 Team            | тест-пилот | тест-пилот | тест-пилот | тест-пилот | тест-пилот | тест-пилот | тест-пилот |
| 2016      | Европейская серия Ле-Ман — LMP2        | G-Drive Racing            | 6          | 2          | 0          | 1          | 4          | 103        | 1          |
| 2016      | 24 часа Ле-Мана — LMP2                 | G-Drive Racing            | 1          | 0          | 0          | 0          | 0          | —          | НФ         |
| 2016      | FIA WEC — LMP2                         | G-Drive Racing            | 2          | 0          | 0          | 0          | 0          | 30         | 21         |
| 2016      | FIA WEC — LMP2                         | Extreme Speed Motorsports | 2          | 0          | 0          | 0          | 0          | 30         | 21         |
| 2017      | Audi Sport TT Cup                      | Audi Sport                | 2          | 0          | 0          | 0          | 0          | 0          | НК†        |
| 2018      | 24 часа Ле-Мана — LMP2                 | Racing Team Nederland     | 1          | 0          | 0          | 0          | 0          | —          | 7          |
| 2018–19   | FIA WEC — LMP2                         | Racing Team Nederland     | 8          | 0          | 0          | 0          | 0          | 85         | 7          |
| 2019      | 24 часа Ле-Мана — LMP2                 | Racing Team Nederland     | 1          | 0          | 0          | 0          | 0          | —          | 15         |
| 2019–20   | FIA WEC — LMP2                         | Racing Team Nederland     | 8          | 1          | 1          | 1          | 4          | 130        | 6          |
| 2021      | FIA WEC — LMP2                         | Racing Team Nederland     | 5          | 0          | 0          | 0          | 0          | 52         | 9          |
| 2021      | 24 часа Ле-Мана — LMP2                 | Racing Team Nederland     | 1          | 0          | 0          | 0          | 0          | —          | 11         |
| 2021      | Чемпионат IMSA — LMP2                  | Racing Team Nederland     | 1          | 0          | 0          | 0          | 0          | 0          | НК‡        |
| 2021      | Европейская серия Ле-Ман — LMP2        | Racing Team Nederland     | 1          | 0          | 0          | 0          | 0          | 0          | НК†        |
| 2022      | Чемпионат IMSA — LMP2                  | Racing Team Nederland     | 3          | 0          | 0          | 2          | 3          | 676        | 15         |
| 2023      | Чемпионат IMSA — LMP2                  | TDS Racing                |            |            |            |            |            |            |            |
| 2023      | FIA WEC — LMP2                         | United Autosports         |            |            |            |            |            |            |            |
| Источник: |                                        |                           |            |            |            |            |            |            |            |

† Поскольку Ван дер Гарде был приглашенным гонщиком, он не имел права на получение очков чемпионата.

### Гонки формульного типа

#### Формула-Рено 3.5
| 2007 | Victory | MN1 19 | NU1 7  | MON 5 | HU1 6 | SP1 6  | DP1 21 | MA1 5 | ES1 4 | CA1 6  | 67  | 6-й |
| 2007 | Victory | MN2 12 | NU2 19 |       | HU2 6 | SP2 5  | DP2 12 | MA2 6 | ES2 4 | CA2 НФ | 67  | 6-й |
| 2008 | P1      | MN1 1  | SP1 НФ | MON 2 | SI1 5 | HU1 1  | NU1 2  | -     | ES1 8 | -      | 137 | 1-й |
| 2008 | P1      | MN2 1  | SP2 1  |       | SI2 2 | HU2 21 | NU2 7  | LM2 1 | ES2 8 | CA2 НФ | 137 | 1-й |

Жирным выделен старт с поул-позиции. Курсивом — быстрейший круг в гонке.
В первой строчке показаны результаты субботних гонок, во второй — воскресных гонок.

#### Формула-1
| Легенда к таблице |                                                                    |
| --- | ------------------------------------------------------------------ |
| В таблице перечислены результаты всех Гран-при Формулы-1, в которых принимал участие гонщик. Строками таблицы являются сезоны, столбцами — этапы чемпионата мира. В каждой клетке указаны сокращённое название этапа и результат, дополнительно обозначенный цветом. Расшифровка обозначений и цветов представлена в нижеследующей таблице. |                                                                    |
| \| Пример \| Описание \| \| ------------ \| ------------------------------------------------------------------ \| \| 1 \| Победитель \| \| 2 \| Второе место \| \| 3 \| Третье место \| \| 5 \| Финишировал, заработав очки \| \| Сход \| Не финишировал, но при этом заработал очки \| \| 12 \| Финишировал, не получив очков \| \| НКЛ \| Финишировал, но не попал в финальную классификацию \| \| 15 \| Участвовал вне зачёта, либо по отдельной классификации \| \| 18 \| Не финишировал, но попал в финальную классификацию \| \| Сход \| Не финишировал \| \| НКВ \| Не прошёл квалификацию \| \| НПКВ \| Не прошёл предквалификацию \| \| ДСК \| Дисквалифицирован \| \| ИСК \| Исключён из протокола соревнований \| \| ТТ \| Заявлен для участия только в тренировках \| \| НС \| Участвовал в квалификации, но не стартовал в гонке \| \| Т \| Травмирован или болен \| \| ОТК \| Отказ от участия \| \| НТР \| Прибыл на соревнования, но на трассу не выезжал \| \| НПР \| Был заявлен в числе участников, но не прибыл к началу соревнований \| \| О \| Соревнования отменены \| \| \| Не участвовал \| \| Поул-позиция \| \| \| Быстрый круг \| \| |                                                                    |
| Пример | Описание                                                           |
| 1 | Победитель                                                         |
| 2 | Второе место                                                       |
| 3 | Третье место                                                       |
| 5 | Финишировал, заработав очки                                        |
| Сход | Не финишировал, но при этом заработал очки                         |
| 12 | Финишировал, не получив очков                                      |
| НКЛ | Финишировал, но не попал в финальную классификацию                 |
| 15 | Участвовал вне зачёта, либо по отдельной классификации             |
| 18 | Не финишировал, но попал в финальную классификацию                 |
| Сход | Не финишировал                                                     |
| НКВ | Не прошёл квалификацию                                             |
| НПКВ | Не прошёл предквалификацию                                         |
| ДСК | Дисквалифицирован                                                  |
| ИСК | Исключён из протокола соревнований                                 |
| ТТ | Заявлен для участия только в тренировках                           |
| НС | Участвовал в квалификации, но не стартовал в гонке                 |
| Т | Травмирован или болен                                              |
| ОТК | Отказ от участия                                                   |
| НТР | Прибыл на соревнования, но на трассу не выезжал                    |
| НПР | Был заявлен в числе участников, но не прибыл к началу соревнований |
| О | Соревнования отменены                                              |
| | Не участвовал                                                      |
| Поул-позиция |                                                                    |
| Быстрый круг |                                                                    |

| Сезон | Команда          | Шасси         | Двигатель            | Ш | 1      | 2      | 3        | 4        | 5        | 6      | 7        | 8      | 9        | 10       | 11     | 12       | 13       | 14     | 15       | 16       | 17     | 18     | 19     | Место | Очки |
| ----- | ---------------- | ------------- | -------------------- | - | ------ | ------ | -------- | -------- | -------- | ------ | -------- | ------ | -------- | -------- | ------ | -------- | -------- | ------ | -------- | -------- | ------ | ------ | ------ | ----- | ---- |
| 2013  | Caterham F1 Team | Caterham CT03 | Renault RS27-2013 V8 | P | АВС 18 | МАЛ 15 | КИТ 18   | БАХ 21   | ИСП Сход | МОН 15 | КАН Сход | ВЕЛ 18 | ГЕР 18   | ВЕН 14   | БЕЛ 16 | ИТА 18   | СИН 16   | КОР 15 | ЯПО Сход | ИНД Сход | АБУ 18 | США 19 | БРА 18 | 22    | 0    |
| 2014  | Sauber F1 Team   | Sauber C33    | Ferrari 059/3 1,6 V6 | P | АВС    | МАЛ    | БАХ тест | КИТ тест | ИСП тест | МОН    | КАН      | АВТ    | ВЕЛ тест | ГЕР тест | ВЕН    | БЕЛ тест | ИТА тест | СИН    | ЯПО      | РОС      | США    | БРА    | АБУ    | -     | -    |